# Castelo de Borgholm
O Castelo de Borgholm (em sueco: Borgholms slott) ou Borgolmo está localizado imediatamente a sul da cidade de Borgholm, na ilha da Olândia, na Suécia. No decorrer dos séculos, pertenceu alternadamente aos suecos e aos dinamarqueses, tendo sido definitivamente cedido à Suécia em 1613 pelo tratado de Knærød. 
A construção da fortaleza remonta pelo menos ao século XII, embora as partes que restam hoje em dia tenham sido principalmente restauradas e reedificadas nos séculos XVI e XVII. Em 1806, o castelo foi destruído por um violento incêndio, ficando reduzido a ruínas. Foi de novo restaurado durante o século XX. É reanimado todos os verões por numerosas atividades turísticas, culturais, históricas e musicais. 
Em 1989, a dupla sueca Roxette filmou ali o videoclipe da música Listen to Your Heart.,Dance away,Paint e Dangerous

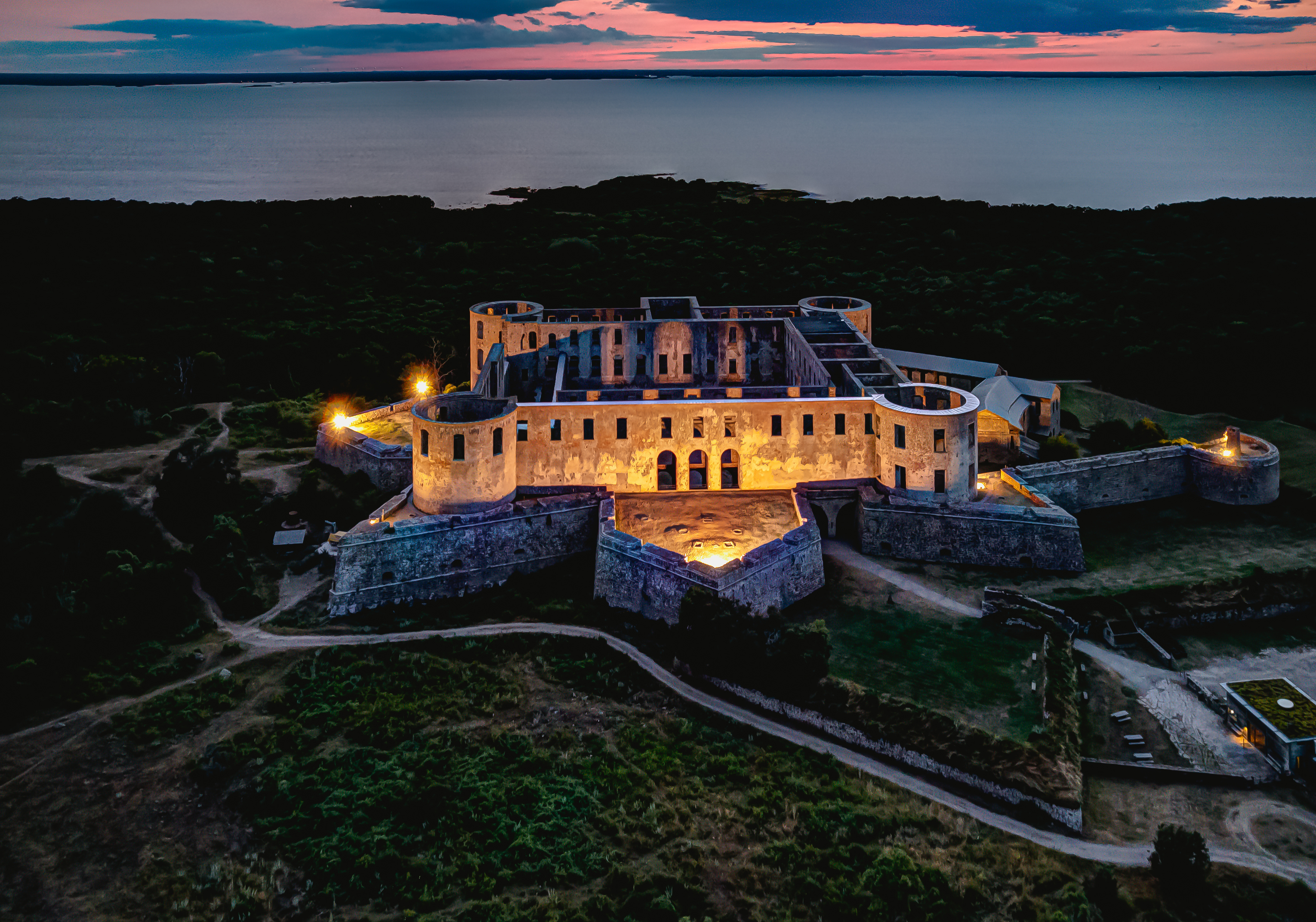
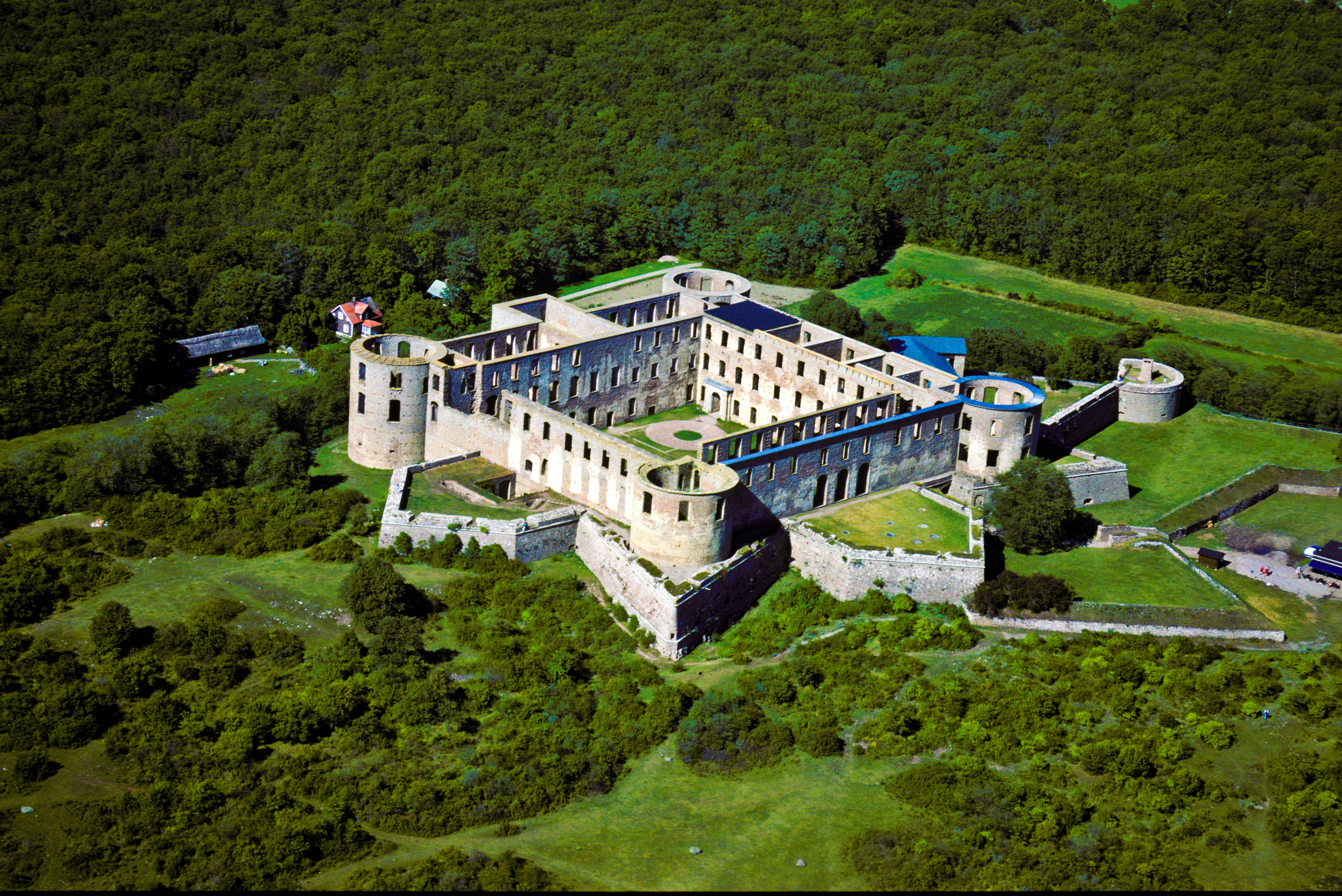